# كاثرين ريد

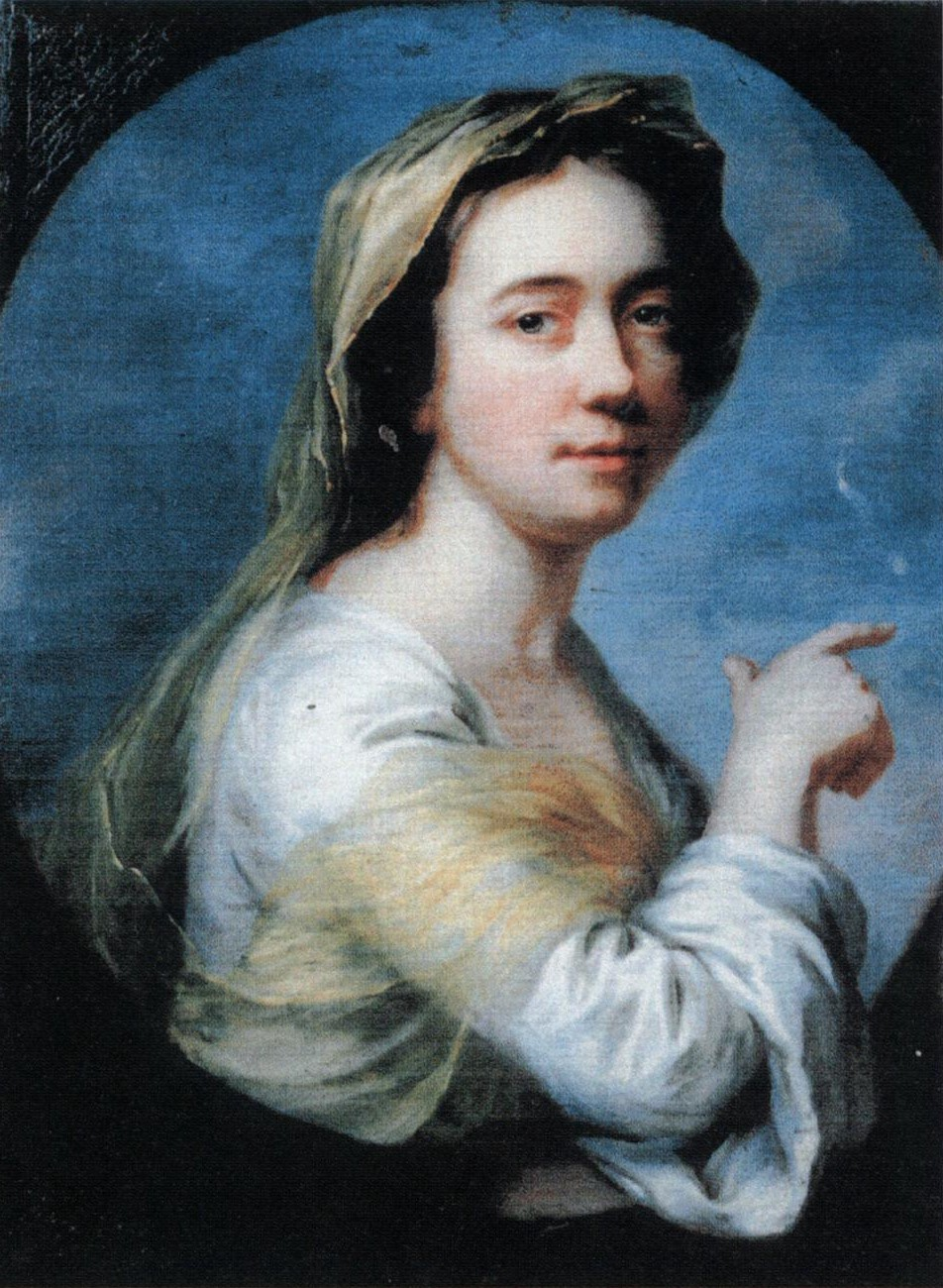
كاثرين ريد. بورتريه ذاتي.

كاثرين ريد فنانة اسكتلندية. ولدت في أوائل القرن الثامن عشر، واشتهرت بعملها كرسامة بورتريه. كانت لعدة سنوات فنانة عصرية في لندن، عملت في الزيوت وأقلام التلوين والمنمنمات. منذ عام 1760، عرضت أعمالها سنويًا تقريبًا إما مع جمعية الفنانين المتحدة، أو الجمعية الحرة للفنانين، أو الأكاديمية الملكية، وأرسلت بصورة رئيسية صورًا لسيدات وأطفال الطبقة الأرستقراطية، والتي رسمتها بكثير من التميز والدقة.

## النشأة
ولدت ريد في دندي، اسكتلندا، في 3 فبراير 1723، لأبويها ألكسندر وإليزابيث ريد، وكانت واحدة من ثلاثة عشر طفلًا لعائلة فورفارشاير الثرية. تلقت تعليمها على يد موريس كوينتين دي لا تور في إدنبرة. والدتها أخت السير جون ويديربيرن، البارونيت الخامس للسواد، الذي قاتل في ثورة اليعاقبة عام 1745، واعتنت ريد ببناته بعد إعدامه.

## التعليم الفني في باريس وروما
عندما انتهت الحرب في معركة كلودين ومع فرار أصدقاء العائلة إلى فرنسا، طُلب من عائلة ريد أن تحذو حذوهم لارتباطهم ودعمهم لقضية اليعاقبة من خلال خالها. من خلال علاقاتهم مع طبقة النبلاء، مُنحوا ملاذًا في باريس في العام نفسه وتعرفوا على الرسام روبرت سترينغ، الذي يُعتقد أنه درّس ريد وأدخلها المجال الفني الفرنسي. هناك درست أعمالًا فنية أخرى وحسنت مهاراتها دون عوائق أو تعليمات تذكر، كان من الصعب قبولها في فصل دراسي لكونها امرأة، ناهيك عن كونها أجنبية وتتحمل عائلتها وزر مساعدتهم ودعمهم لقضية ضد ملك بريطانيا العظمى وإيرلندا، ولكن منذ أواخر أربعينيات القرن الثامن عشر أمضت وقتًا في استوديوهات رسام الباستيل موريس كوينتين دي لا تور ولويس بلانشيت.
لكن هذه الفترة لم تستمر، فقد هربت إلى روما عام 1750 مع غالبية اليعاقبة الذين لجأوا إلى باريس. أثناء وجودها هناك، أصبحت صديقة لأعضاء الكنيسة الرومانية الكاثوليكية، وغالبًا ما كُلفت بإعادة إنشاء لوحات رئيسية بالزيت أو الباستيل لأولئك الذين يشغلون مناصب كهنوتية عالية. سمح أحد هؤلاء الرعاة المخلصين، الكاردينال ألباني، لريد بنسخ بعض الصور التي يملكها لروزالبا كاريرا، لترسمه في النهاية.

## سيرة مهنية ولجان البلاط
بقيت في روما حتى قررت المغامرة بالذهاب إلى إنجلترا عام 1753، بمباركة ألباني -الذي تمكن من مساعدتها في الحفاظ على ماء وجهها بغض النظر عن تحالف عائلتها السابق في الحرب. كانت هذه الحقبة مليئة بتيار صحي من المحسوبية واللجان. لقد اجتذبت دائرة متميزة من العملاء، بما في ذلك الملكة شارلوت. في ذروة حياتها المهنية، نُقشت أعمالها على نطاق واسع، مما جلب لها تأييدًا فنيًا مهمًا ونجاحًا تجاريًا. تواصلت ريد وعرضت عينات على جمعية الفنون لتجميعها والموافقة على إصلاح الباستيل. لكن عند مقارنة أساليبها بأساليب سيباستيان جورين، اعتبِرت أدنى مرتبة لاستخدامها نوعًا مختلفًا من الباستيل.
في عام 1764، كان ريد في طريق العودة إلى باريس لرسم بورتريه للسيدة إليزابيث عبر الدوفين. عرضت الجمعية الحرة (1761-1768) وجمعية الفنانين (1760-1772) أعمالها، وأصبحت عضوًا فخريًا فيها في عام 1769 مع فنانات الباستيل الأخريات، ماري بينويل وماري بلاك، ردًا على قبول الأكاديمية الملكية أنجيليكا كوفمان وماري موسر. في وقت لاحق، بعد فشل الالتماس المقدم إلى الملك، غادرت ريد للانضمام إلى الأكاديمية الملكية وطُردت من الجمعية نتيجة لذلك.
كان مقر إقامتها في لندن في سانت جيمس بليس حتى عام 1766، عندما انتقلت إلى شارع جيرمين.

## أعمالها
في عام 1763 عُرض بورتريه للملكة شارلوت مع أمير ويلز الرضيع، وفي عام 1765 عرض بورتريه للملكة شارلوت مع شقيقها الأمير فريدريك.